# Fredi Chiappelli
Fredi Chiappelli (Baron) von Zdekauer (* 24. Januar 1921 in Florenz; † 22. März 1990 in Los Angeles, Kalifornien) war ein italienischer Philologe, Historiker und Renaissanceforscher.

## Leben
Als Sohn des Künstlers Francesco Chiappelli und seiner Ehefrau Maria, Tochter des aus Prag stammenden Rechtshistorikers Ludwig Zdekauer, wuchs Fredi Chiapelli in einem Haushalt auf, in dem die wissenschaftliche Auseinandersetzung mit Kultur eine Selbstverständlichkeit war. Gegen Ende des Krieges diente er in der italienischen Befreiungsarmee und war der Verbindungsoffizier zur 5. Amerikanischen Armee. Nach seinem Examen in Linguistik an der Universität Florenz 1945 (und einer kurzen Zeit als Lektor an der Universität Florenz) setzte er seine Studien an der Universität Tübingen und der Universität Zürich fort. Von 1947 bis 1969 hatte er eine Professur an den Universitäten Lausanne und Neuchâtel inne, wo er auf Französisch unterrichtete. 1969 wurde er zunächst Professor für Italienische Sprache an der University of California, Los Angeles (UCLA), von 1972 bis 1988 war er Direktor des Center for Medieval and Renaissance Studies der UCLA. Dieses baute er zur führenden Forschungseinrichtung für dieses Gebiet in Amerika aus. Er war Gastprofessor an verschiedenen Universitäten in den USA, Kanada, Skandinavien, Spanien und Australien.

## Wissenschaftliches Werk
Chiappelli setzte sich mit einer Vielzahl von Themen auseinander, die im Wesentlichen Autoren der italienischen Renaissance zum Ausgang hatten. Er galt als der führende Petrarca-Forscher der Welt. Im Center for Medieval and Renaissance Studies organisierte er in jedem Jahr mehrere internationale Konferenzen (35 in 16 Jahren), die die Zusammenarbeit von Wissenschaftlern der ganzen Welt förderten. Im gleichen Zeitraum veröffentlichte die Schriftenreihe des Zentrums achtzig wissenschaftliche Bücher. 1980 warf er u. a. einen Stein ins Wasser mit der internationalen Tagung Sport and the Emergence of the Modern Spirit, in der er fragen ließ, ob das moderne Denken der Renaissance nicht auch einen Einfluss auf den modernen Sport hatte. Er verstand sich selbst vor allem als Sprachwissenschaftler, der nicht nur die modernen Sprachen (Deutsch, Englisch, Französisch, Italienisch, Spanisch und Latein) beherrschte, sondern auch deren frühere Formen vom Mittelalter an. Sein Mammutwerk, Ausstellungen und Tagungen zum 500. Jahrestag der Landung von Columbus in Amerika, konnte er krankheitsbedingt nicht mehr zu Ende führen. Er hatte hierzu bereits alle  weit verstreuten Schriften von Columbus zusammengetragen und aus den verschiedenen Sprachen übersetzt. Der WorldCat hat 546 Bücher von/über ihn.

## Ehrungen
- Mitglied der Accademia della Crusca seit 1970[3]
- Mitglied der Accademia Petrarca
- Orden Palmes de Académique
- Guggenheim Research Award
- Ehrenbürger von Arquà Petrarca (der Heimatstadt Petrarcas)
- National Award for Columbus Studies des Präsidenten der USA
- Fredi Chiappelli Memorial Fellowship an der UCLA